# Patrick Mitchell
Patrick Mitchell – trener piłkarski z Brytyjskich Wysp Dziewiczych.

## Kariera trenerska
Od stycznia do grudnia 2002 roku i od stycznia do marca 2008 roku trenował piłkarską reprezentację Brytyjskich Wysp Dziewiczych.